# Joel Shapiro
Pour les articles homonymes, voir Shapiro.
Joel Shapiro, né le 27 septembre 1941 à New York (État de New York) et mort le 14 juin 2025 dans la même ville, est un sculpteur américain.

## Biographie

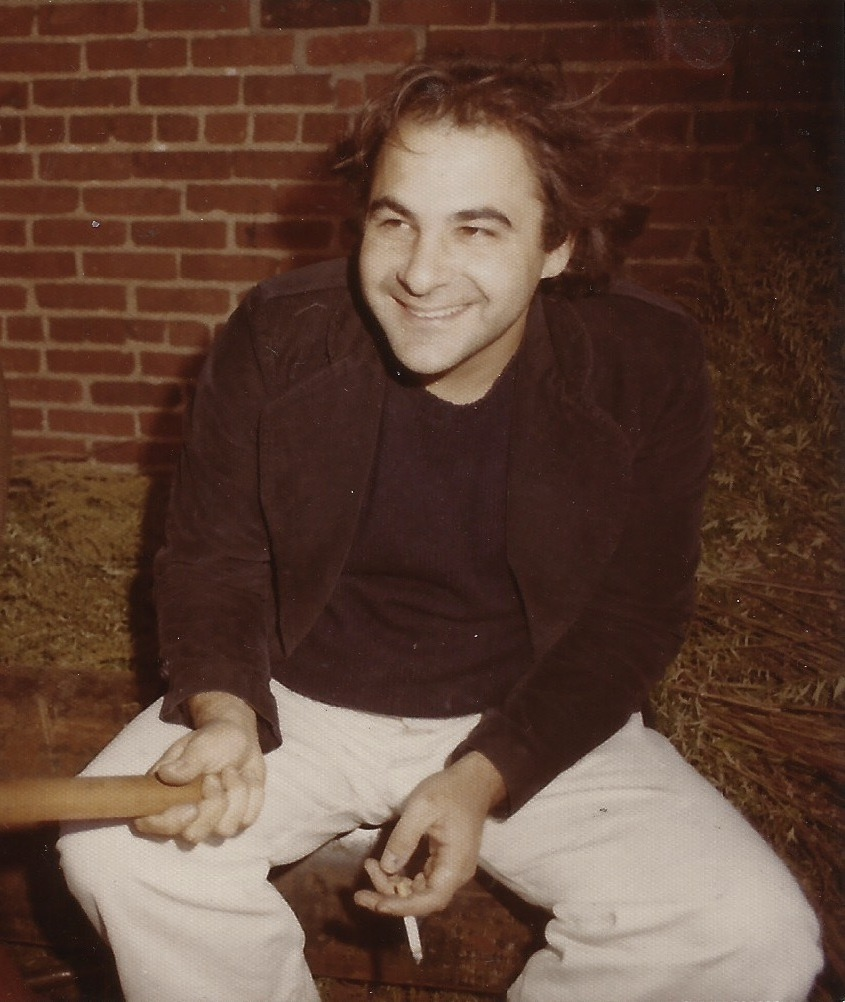
Joel Shapiro vers 1973.

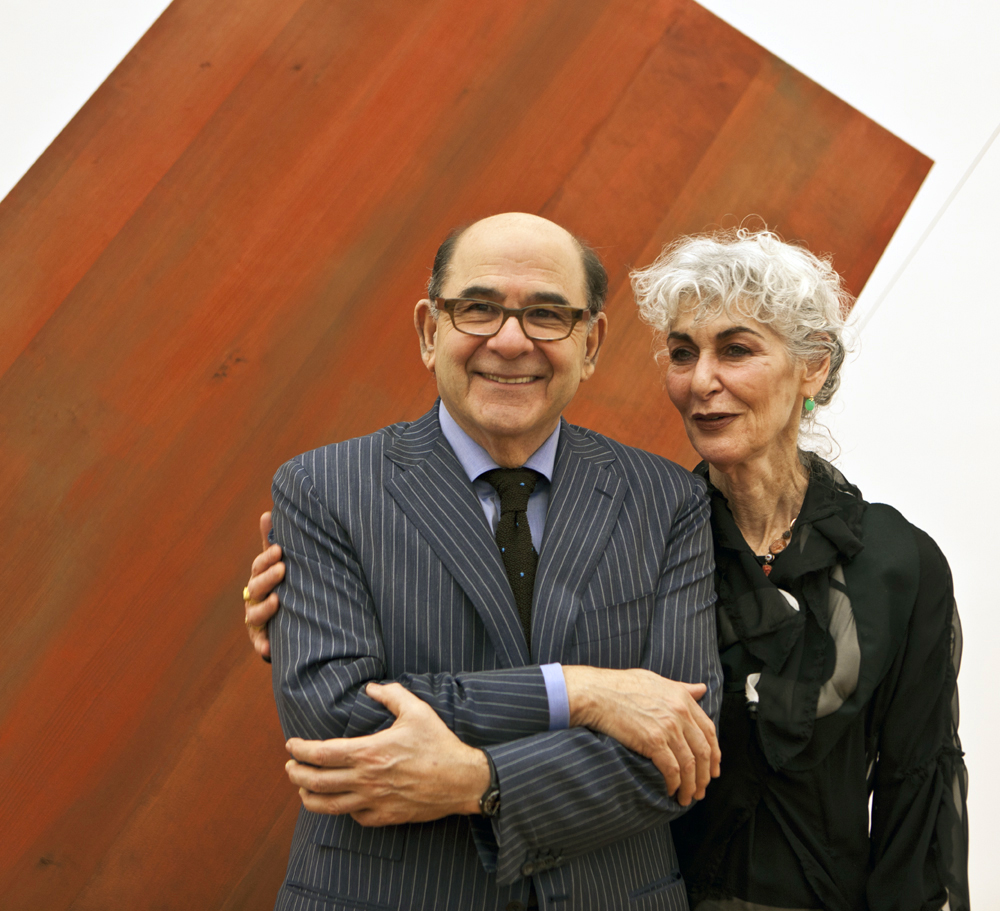
Joel Shapiro (à gauche) à l'occasion de l'inauguration de son exposition au musée Ludwig de Cologne le 25 février 2011.

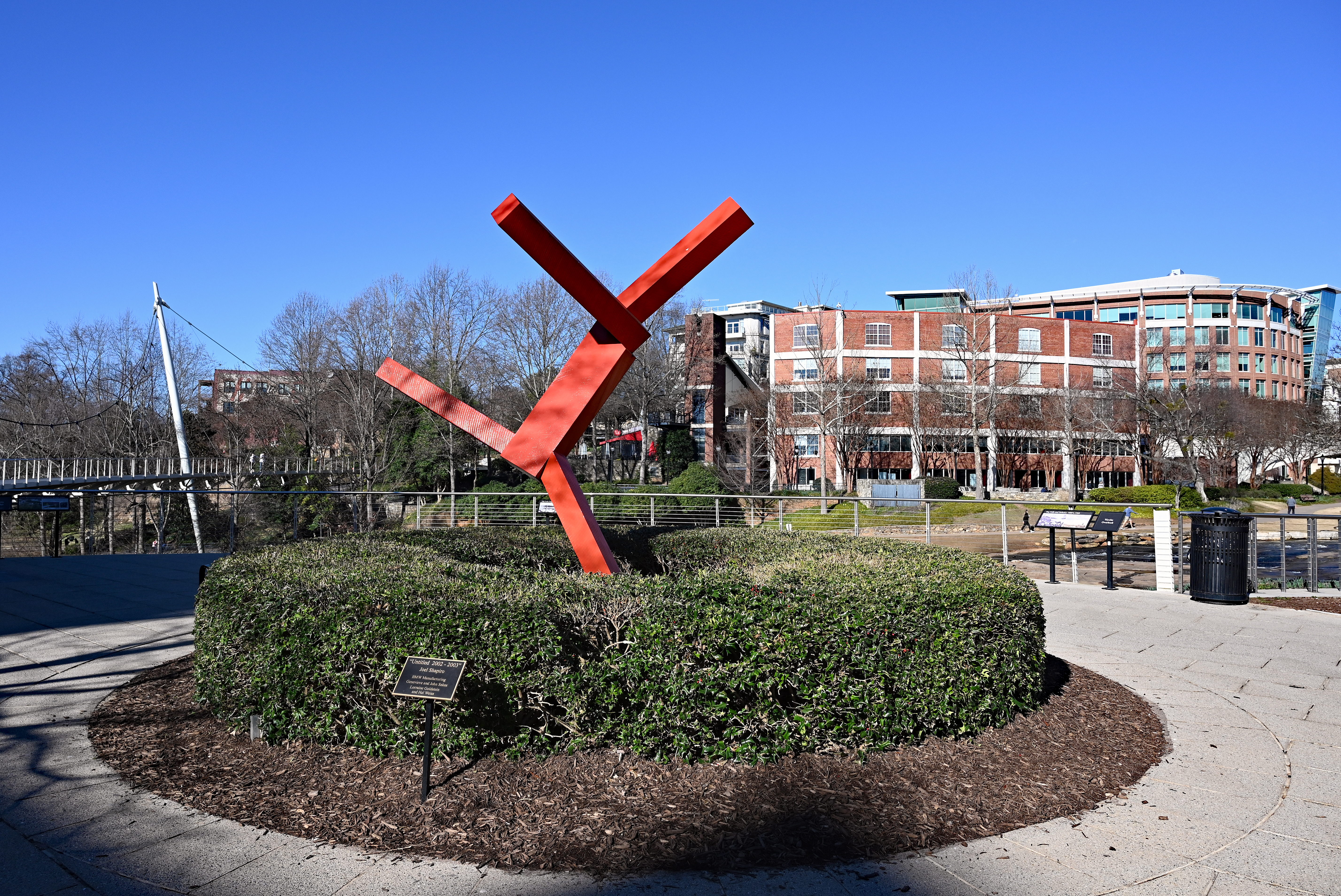
Untitled (2002-2003) à Greenville (Caroline du Sud).

Joel Elias Shapiro naît en 1941 à New York. Il commence ses études en arts visuels à l'université de New York en 1964. 
De 1965 à 1967, il travaille avec le Corps de la paix en Inde. C'est là qu'il voit de nombreux exemples de sculpture indienne, ce qui l'incite à prendre la décision de devenir artiste. 
Vivant et travaillant à New York, Joel Shapiro commence en 1970 avec de petits travaux composés de feuilles de 1,5 centimètre de matériaux de construction tels que le béton, la terre, le bois et l'aluminium placés sur des étagères.

### Vie privée
En 1967, Joel Shapiro épouse Amy Snider, une éducatrice en art. Ils ont une fille, Ivy, en 1969, et deux petits-enfants. Le couple se sépare en 1972.
En 1978, Joel Shapiro épouse l'artiste Ellen Phelan.

## Expositions
- 1970 : Paula Cooper Gallery (en), New York[2].
- 1977 : Gillepsie-Laage, Paris[2].
- 1995 : galerie Karsten Greve, Paris[2].
- 1995 : galerie Daniel Templon, Paris[2].